# IF Hallby SOK
IF Hallby Skid och Orienteringsklubb, IF Hallby SOK, är en svensk cykel, orientering och skidklubb i Jönköping. Klubben ombildades 2001, då alliansföreningen IF Hallby IA ombildades och 3 nya fristående klubbar: IF Hallby Handbollsklubb (HK), IF Hallby Fotbollsklubb (FK) och IF Hallby Skid-och Orienteringsklubb (SOK) bildades. 

## Historia
Ursprungsklubben IF Hallby bildades den 7 april 1929, och sysslade då med fotboll, friidrott, skidor och skridskosport.

## Hallbystugan
En viktig samlingsplats för klubben är Hallbystugan, vilken ligger i ett populärt friluftsområde, vid Axamo.

## Klubbnamnet
Namnet Hallby är hämtat från Hall i Dunkehalla och By i Bymarken.

## Kända idrottare som tävlat för Hallby
- Johannes Eklöf
- Eric Rosjö
- Martin Setterberg
- Peter Arnesson
- Anton Grahn